# Thần thoại Maya
Thần thoại Maya là một phần của thần thoại Trung Mỹ và bao gồm tất cả các câu chuyện cổ của người Maya, trong đó nhân cách hóa các lực lượng của tự nhiên, thần thánh, và những anh hùng tương tác với họ. Các phần khác của truyền thống Maya truyền miệng (chẳng hạn như chuyện về động vật và những câu chuyện răn dạy đạo đức) không hẳn thuộc về lĩnh vực thần thoại, mà thiên về truyền thuyết và truyện dân gian hơn.